# Loxioides
Genre
Loxioides est un genre de passereaux de la famille des Fringillidae dont il ne reste plus qu'une seule espèce, le Psittirostre palila (L. bailleui).
Une deuxième espèce du genre, Loxioides kikuichi est aujourd'hui éteinte.

## Liste des espèces
Selon la classification de référence du Congrès ornithologique international (version 2.5, 2010), NCBI (24 août 2010) et ITIS (24 août 2010), une seule espèce actuelle fait partie de ce genre :
- Loxioides bailleui Oustalet, 1877 — Psittirostre palila